# Alexander Gehbauer
Alexander Gehbauer (Bensheim, 24 de abril de 1990) é um atleta austríaco que compete no ciclismo de montanha.
É natural da Alemanha.
Nos Jogos Olímpicos de Verão de 2012 em Londres, competiu representando a Áustria no cross-country masculino, terminando na nona posição.